# Walter Bleicker

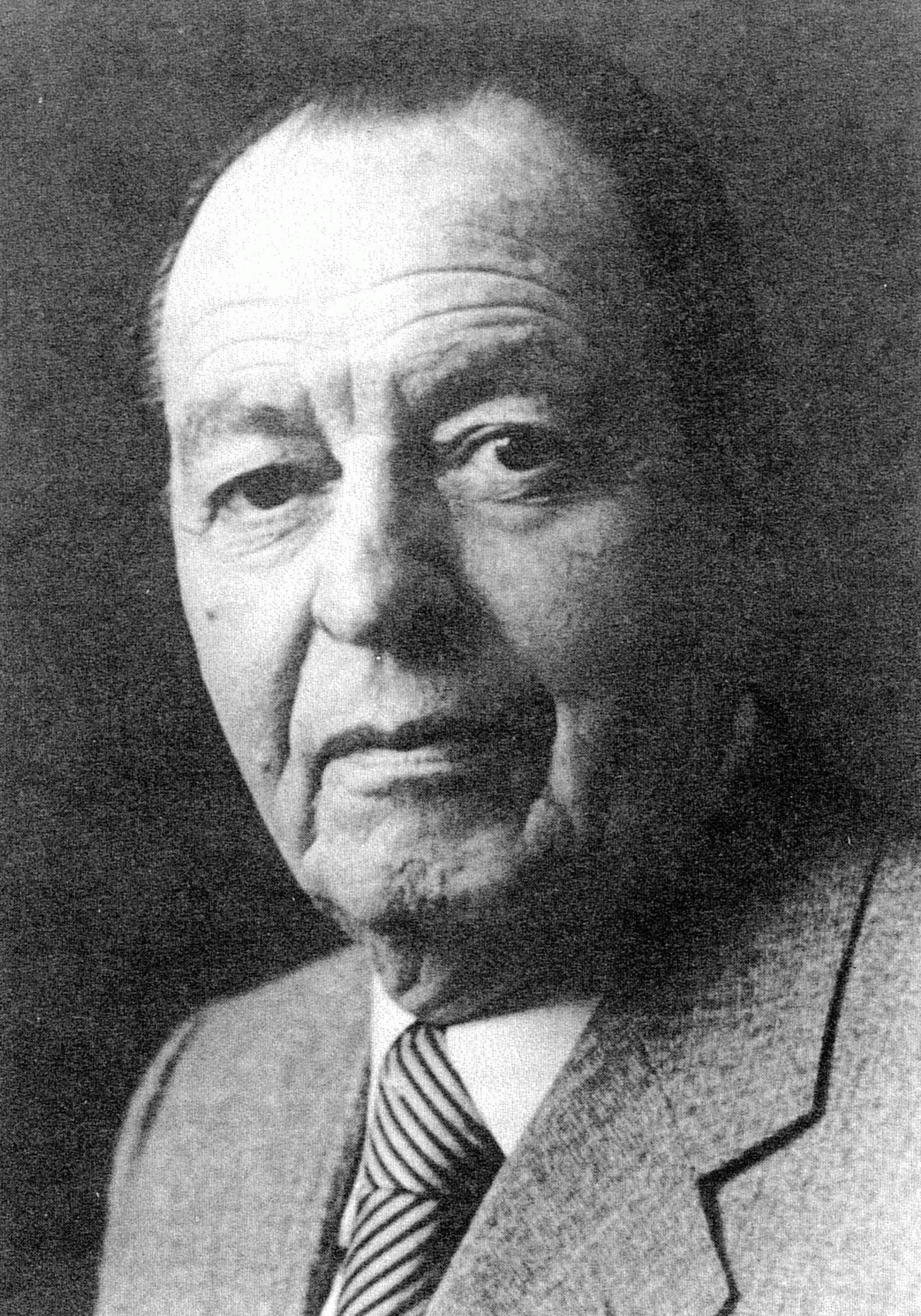
Walter Bleicker

Walter Bleicker (* 28. Februar 1909 in Birkenfeld; † 15. März 2000 ebenda) war langjähriger Geschäftsführender Vorstand der Elisabeth-Stiftung des DRK zu Birkenfeld/Nahe.
Von 1915 bis 1925 besuchte er die Volks- und Handelsschule und absolvierte bis 1930 eine Verwaltungsausbildung bei der Stadtverwaltung Birkenfeld.
Am 1. April 1930 trat er in den Verwaltungsdienst des Krankenhauses Birkenfeld ein, das er seit 1938 führte und 1966 in die Elisabeth-Stiftung überleitete. Nach 50-jähriger Tätigkeit schied er 1980 aus dem Berufsleben aus.
In Würdigung seiner Leistungen im Beruf und in zahlreichen Ehrenämtern wurde er mit dem Bundesverdienstkreuz I. Klasse, dem silbernen Wappenteller des Landes Rheinland-Pfalz sowie der Ehrennadel des Deutschen Roten Kreuzes und der Goldenen Ehrennadel des VdK ausgezeichnet.
Im Jahr 1977 wurde Walter Bleicker zum ersten Ehrenbürger der Stadt Birkenfeld ernannt.
Im Jahr 2012 wurde der Hauptzugang zur Elisabeth-Stiftung als Walter-Bleicker-Platz benannt.